# FIFA-Konföderationen-Pokal 2017/Gruppe B
Dieser Artikel umfasst die Spiele der Vorrundengruppe B beim FIFA-Konföderationen-Pokal 2017 mit allen statistischen Details.
| Pl. | Land        | Sp. | S | U | N | Tore    | Diff. | Punkte |
| --- | ----------- | --- | - | - | - | ------- | ----- | ------ |
| 1.  | Deutschland | 3   | 2 | 1 | 0 | 007:400 | +3    | 07     |
| 2.  | Chile       | 3   | 1 | 2 | 0 | 004:200 | +2    | 05     |
| 3.  | Australien  | 3   | 0 | 2 | 1 | 004:500 | −1    | 02     |
| 4.  | Kamerun     | 3   | 0 | 1 | 2 | 002:600 | −4    | 01     |

## Kamerun – Chile 0:2 (0:0)
| Kamerun                                                                 | Kamerun | Chile | Chile | Aufstellung                     |
| ----------------------------------------------------------------------- | --- | --- | ----- | ------------------------------- |
| Kamerun                                                                 | \| 18. Juni 2017 um 21:00 Uhr (20:00 Uhr MESZ) in Moskau (Otkrytije Arena) \| \| Zuschauer: 33.492 \| \| Schiedsrichter: Damir Skomina ( Slowenien) \| \| Spielbericht \| | \| 18. Juni 2017 um 21:00 Uhr (20:00 Uhr MESZ) in Moskau (Otkrytije Arena) \| \| Zuschauer: 33.492 \| \| Schiedsrichter: Damir Skomina ( Slowenien) \| \| Spielbericht \| | Chile | Aufstellung Kamerun gegen Chile |
| Kamerun                                                                 | Fabrice Ondoa – Ernest Mabouka, Michael Ngadeu-Ngadjui, Adolphe Teikeu, Collins Fai – Sébastien Siani (86. Nicolas Moumi Ngamaleu), Frank Anguissa (89. Georges Mandjeck), Arnaud Sutchuin Djoum – Christian Bassogog, Vincent Aboubakar, Benjamin Moukandjo Cheftrainer: Hugo Broos ( Belgien) | Johnny Herrera – Mauricio Isla, Gary Medel , Gonzalo Jara, Jean Beausejour – Arturo Vidal, Marcelo Díaz, Charles Aránguiz (71. Francisco Silva) – José Pedro Fuenzalida (64. Leonardo Valencia), Eduardo Vargas, Edson Puch (58. Alexis Sánchez) Cheftrainer: Juan Antonio Pizzi ( Spanien) | Chile | Aufstellung Kamerun gegen Chile |
| Kamerun                                                                 | 0:1 Vidal (81.) 0:2 Vargas (90.+2′) | | Chile | Aufstellung Kamerun gegen Chile |
| Kamerun                                                                 | Jara (66.) | | Chile | Aufstellung Kamerun gegen Chile |
| Kamerun                                                                 | Spieler des Spiels: Arturo Vidal (Chile) | | Chile | Aufstellung Kamerun gegen Chile |
| 18. Juni 2017 um 21:00 Uhr (20:00 Uhr MESZ) in Moskau (Otkrytije Arena) | | |       |                                 |
| Zuschauer: 33.492                                                       | | |       |                                 |
| Schiedsrichter: Damir Skomina ( Slowenien)                              | | |       |                                 |
| Spielbericht                                                            | | |       |                                 |

## Australien – Deutschland 2:3 (1:2)
| Australien                                                                      | Australien | Deutschland | Deutschland | Aufstellung                              |
| ------------------------------------------------------------------------------- | --- | --- | ----------- | ---------------------------------------- |
| Australien                                                                      | \| 19. Juni 2017 um 18:00 Uhr (17:00 Uhr MESZ) in Sotschi (Olympiastadion Sotschi) \| \| Zuschauer: 28.605 \| \| Schiedsrichter: Mark Geiger ( USA) \| \| Spielbericht \|                                                                          | \| 19. Juni 2017 um 18:00 Uhr (17:00 Uhr MESZ) in Sotschi (Olympiastadion Sotschi) \| \| Zuschauer: 28.605 \| \| Schiedsrichter: Mark Geiger ( USA) \| \| Spielbericht \|                                                                             | Deutschland | Aufstellung Australien gegen Deutschland |
| Australien                                                                      | Mathew Ryan – Bailey Wright, Trent Sainsbury, Miloš Degenek – Massimo Luongo (46. Robbie Kruse), Mark Milligan – Aaron Mooy, Tom Rogić (71. James Troisi) – Mathew Leckie, Aziz Behich – Tomi Juric (87. Tim Cahill) Cheftrainer: Ange Postecoglou | Bernd Leno – Joshua Kimmich, Shkodran Mustafi, Antonio Rüdiger – Julian Brandt (63. Niklas Süle), Sebastian Rudy, Jonas Hector – Leon Goretzka, Julian Draxler – Sandro Wagner (58. Timo Werner), Lars Stindl (78. Emre Can) Cheftrainer: Joachim Löw | Deutschland | Aufstellung Australien gegen Deutschland |
| Australien                                                                      | 1:1 Rogić (41.) 2:3 Juric (56.) | 0:1 Stindl (5.) 1:2 Draxler (44., Foulelfmeter) 1:3 Goretzka (48.) | Deutschland | Aufstellung Australien gegen Deutschland |
| Australien                                                                      | Sainsbury (64.) | Goretzka (55.) | Deutschland | Aufstellung Australien gegen Deutschland |
| Australien                                                                      | Spieler des Spiels: Julian Draxler (Deutschland) | | Deutschland | Aufstellung Australien gegen Deutschland |
| 19. Juni 2017 um 18:00 Uhr (17:00 Uhr MESZ) in Sotschi (Olympiastadion Sotschi) | | |             |                                          |
| Zuschauer: 28.605                                                               | | |             |                                          |
| Schiedsrichter: Mark Geiger ( USA)                                              | | |             |                                          |
| Spielbericht                                                                    | | |             |                                          |

## Kamerun – Australien 1:1 (1:0)
| Kamerun                                                                              | Kamerun | Australien | Australien | Aufstellung                          |
| ------------------------------------------------------------------------------------ | --- | --- | ---------- | ------------------------------------ |
| Kamerun                                                                              | \| 22. Juni 2017 um 18:00 Uhr (17:00 Uhr MESZ) in Sankt Petersburg (Krestowski-Stadion) \| \| Zuschauer: 35.021 \| \| Schiedsrichter: Milorad Mažić ( Serbien) \| \| Spielbericht \|                                                                               | \| 22. Juni 2017 um 18:00 Uhr (17:00 Uhr MESZ) in Sankt Petersburg (Krestowski-Stadion) \| \| Zuschauer: 35.021 \| \| Schiedsrichter: Milorad Mažić ( Serbien) \| \| Spielbericht \|                                                                 | Australien | Aufstellung Kamerun gegen Australien |
| Kamerun                                                                              | Fabrice Ondoa – Ernest Mabouka, Michael Ngadeu-Ngadjui, Adolphe Teikeu, Collins Fai – Sébastien Siani, Frank Anguissa, Arnaud Sutchuin Djoum – Christian Bassogog, Vincent Aboubakar, Benjamin Moukandjo (77. Karl Toko Ekambi) Cheftrainer: Hugo Broos ( Belgien) | Mathew Ryan – Bailey Wright, Trent Sainsbury, Miloš Degenek – Mathew Leckie, Aaron Mooy, Mark Milligan , Alex Gersbach – Tom Rogić (79. Jackson Irvine), Robbie Kruse (65. James Troisi) – Tomi Juric (70. Tim Cahill) Cheftrainer: Ange Postecoglou | Australien | Aufstellung Kamerun gegen Australien |
| Kamerun                                                                              | 1:0 Anguissa (45.+1′) | 1:1 Milligan (60., Foulelfmeter) | Australien | Aufstellung Kamerun gegen Australien |
| Kamerun                                                                              | Siani (87.), Mabouka (90.+1′) | Wright (81.) | Australien | Aufstellung Kamerun gegen Australien |
| Kamerun                                                                              | Spieler des Spiels: Frank Anguissa (Kamerun) | | Australien | Aufstellung Kamerun gegen Australien |
| 22. Juni 2017 um 18:00 Uhr (17:00 Uhr MESZ) in Sankt Petersburg (Krestowski-Stadion) | | |            |                                      |
| Zuschauer: 35.021                                                                    | | |            |                                      |
| Schiedsrichter: Milorad Mažić ( Serbien)                                             | | |            |                                      |
| Spielbericht                                                                         | | |            |                                      |

## Deutschland – Chile 1:1 (1:1)
| Deutschland                                                        | Deutschland | Chile | Chile | Aufstellung                         |
| ------------------------------------------------------------------ | --- | --- | ----- | ----------------------------------- |
| Deutschland                                                        | \| 22. Juni 2017 um 21:00 Uhr (20:00 Uhr MESZ) in Kasan (Kasan-Arena) \| \| Zuschauer: 38.222 \| \| Schiedsrichter: Alireza Faghani ( Iran) \| \| Spielbericht \|                                      | \| 22. Juni 2017 um 21:00 Uhr (20:00 Uhr MESZ) in Kasan (Kasan-Arena) \| \| Zuschauer: 38.222 \| \| Schiedsrichter: Alireza Faghani ( Iran) \| \| Spielbericht \| | Chile | Aufstellung Deutschland gegen Chile |
| Deutschland                                                        | Marc-André ter Stegen – Matthias Ginter, Shkodran Mustafi, Niklas Süle – Joshua Kimmich, Emre Can, Sebastian Rudy, Jonas Hector – Leon Goretzka, Julian Draxler – Lars Stindl Cheftrainer: Joachim Löw | Johnny Herrera – Mauricio Isla, Gary Medel (71. Paulo Díaz), Gonzalo Jara, Jean Beausejour – Charles Aránguiz (90. Francisco Silva), Marcelo Díaz, Pablo Hernández – Arturo Vidal – Eduardo Vargas (82. Martín Rodríguez), Alexis Sánchez Cheftrainer: Juan Antonio Pizzi ( Spanien) | Chile | Aufstellung Deutschland gegen Chile |
| Deutschland                                                        | 1:1 Stindl (41.) | 0:1 Sánchez (6.) | Chile | Aufstellung Deutschland gegen Chile |
| Deutschland                                                        | Stindl (20.), Rudy (60.) | Sánchez (64.), Beausejour (80.) | Chile | Aufstellung Deutschland gegen Chile |
| Deutschland                                                        | Spieler des Spiels: Alexis Sánchez (Chile) | | Chile | Aufstellung Deutschland gegen Chile |
| 22. Juni 2017 um 21:00 Uhr (20:00 Uhr MESZ) in Kasan (Kasan-Arena) | | |       |                                     |
| Zuschauer: 38.222                                                  | | |       |                                     |
| Schiedsrichter: Alireza Faghani ( Iran)                            | | |       |                                     |
| Spielbericht                                                       | | |       |                                     |

## Deutschland – Kamerun 3:1 (0:0)
| Deutschland                                                                     | Deutschland | Kamerun | Kamerun | Aufstellung                           |
| ------------------------------------------------------------------------------- | --- | --- | ------- | ------------------------------------- |
| Deutschland                                                                     | \| 25. Juni 2017 um 18:00 Uhr (17:00 Uhr MESZ) in Sotschi (Olympiastadion Sotschi) \| \| Zuschauer: 30.230 \| \| Schiedsrichter: Wilmar Roldán ( Kolumbien) \| \| Spielbericht \|                                                                                           | \| 25. Juni 2017 um 18:00 Uhr (17:00 Uhr MESZ) in Sotschi (Olympiastadion Sotschi) \| \| Zuschauer: 30.230 \| \| Schiedsrichter: Wilmar Roldán ( Kolumbien) \| \| Spielbericht \| | Kamerun | Aufstellung Deutschland gegen Kamerun |
| Deutschland                                                                     | Marc-André ter Stegen – Matthias Ginter, Antonio Rüdiger, Niklas Süle – Joshua Kimmich, Emre Can, Sebastian Rudy (74. Benjamin Henrichs), Marvin Plattenhardt – Kerem Demirbay (77. Julian Brandt), Julian Draxler (80. Amin Younes) – Timo Werner Cheftrainer: Joachim Löw | Fabrice Ondoa – Ernest Mabouka, Michael Ngadeu-Ngadjui, Adolphe Teikeu, Collins Fai – Sébastien Siani, Frank Anguissa, Arnaud Djoum (57. Christian Moumi Ngamaleu) – Christian Bassogog (82. Karl Toko Ekambi), Vincent Aboubakar, Benjamin Moukandjo (70. Jérôme Guihoata) Cheftrainer: Hugo Broos ( Belgien) | Kamerun | Aufstellung Deutschland gegen Kamerun |
| Deutschland                                                                     | 1:0 Demirbay (48.) 2:0 Werner (66.) 3:1 Werner (81.) | 2:1 Aboubakar (78.) | Kamerun | Aufstellung Deutschland gegen Kamerun |
| Deutschland                                                                     | Plattenhardt (90.+2′) | | Kamerun | Aufstellung Deutschland gegen Kamerun |
| Deutschland                                                                     | Mabouka (64.) | | Kamerun | Aufstellung Deutschland gegen Kamerun |
| Deutschland                                                                     | 150. Spiel und 100. Sieg unter Joachim Löw | | Kamerun | Aufstellung Deutschland gegen Kamerun |
| Deutschland                                                                     | Spieler des Spiels: Timo Werner (Deutschland) | | Kamerun | Aufstellung Deutschland gegen Kamerun |
| 25. Juni 2017 um 18:00 Uhr (17:00 Uhr MESZ) in Sotschi (Olympiastadion Sotschi) | | |         |                                       |
| Zuschauer: 30.230                                                               | | |         |                                       |
| Schiedsrichter: Wilmar Roldán ( Kolumbien)                                      | | |         |                                       |
| Spielbericht                                                                    | | |         |                                       |

Für Aufregung sorgte der Schiedsrichter bei einem Foul von Ernest Mabouka in der 61. Minute. Zunächst zeigte er Sébastien Siani die gelbe Karte. Nach dem Videobeweis zeigte er ihm stattdessen die rote Karte. Erst nach einem erneuten Videobeweis zeigte er Ernest Mabouka die rote Karte. Sianis rote Karte wurde aufgehoben.

## Chile – Australien 1:1 (0:1)
| Chile                                                                   | Chile | Australien | Australien | Aufstellung                        |
| ----------------------------------------------------------------------- | --- | --- | ---------- | ---------------------------------- |
| Chile                                                                   | \| 25. Juni 2017 um 18:00 Uhr (17:00 Uhr MESZ) in Moskau (Otkrytije Arena) \| \| Zuschauer: 33.639 \| \| Schiedsrichter: Gianluca Rocchi ( Italien) \| \| Spielbericht \| | \| 25. Juni 2017 um 18:00 Uhr (17:00 Uhr MESZ) in Moskau (Otkrytije Arena) \| \| Zuschauer: 33.639 \| \| Schiedsrichter: Gianluca Rocchi ( Italien) \| \| Spielbericht \|                                                                                  | Australien | Aufstellung Chile gegen Australien |
| Chile                                                                   | Claudio Bravo – Mauricio Isla, Paulo Díaz, Gonzalo Jara, Eugenio Mena – Arturo Vidal, Francisco Silva, Charles Aránguiz (46. Pablo Hernández) – José Pedro Fuenzalida (46. Martín Rodríguez), Eduardo Vargas (82. Marcelo Díaz), Alexis Sánchez Cheftrainer: Juan Antonio Pizzi ( Spanien) | Mathew Ryan – Ryan McGowan, Trent Sainsbury (72. Trent Sainsbury), Mark Milligan – Robbie Kruse, Jackson Irvine, Massimo Luongo, Aziz Behich – Tim Cahill (57. Mathew Leckie), Tomi Juric (62. Jamie Maclaren), James Troisi Cheftrainer: Ange Postecoglou | Australien | Aufstellung Chile gegen Australien |
| Chile                                                                   | 1:1 Rodríguez (67.) | 0:1 Troisi (42.) | Australien | Aufstellung Chile gegen Australien |
| Chile                                                                   | Vidal (57.), Hernández (75.) | Luongo (21.), Troisi (31.), Cahill (33.), Behich (45.+1′) | Australien | Aufstellung Chile gegen Australien |
| Chile                                                                   | 100. Länderspiel von Tim Cahill | | Australien | Aufstellung Chile gegen Australien |
| Chile                                                                   | Spieler des Spiels: James Troisi (Australien) | | Australien | Aufstellung Chile gegen Australien |
| 25. Juni 2017 um 18:00 Uhr (17:00 Uhr MESZ) in Moskau (Otkrytije Arena) | | |            |                                    |
| Zuschauer: 33.639                                                       | | |            |                                    |
| Schiedsrichter: Gianluca Rocchi ( Italien)                              | | |            |                                    |
| Spielbericht                                                            | | |            |                                    |